# Sugar Island (Piscataquis County, Maine)

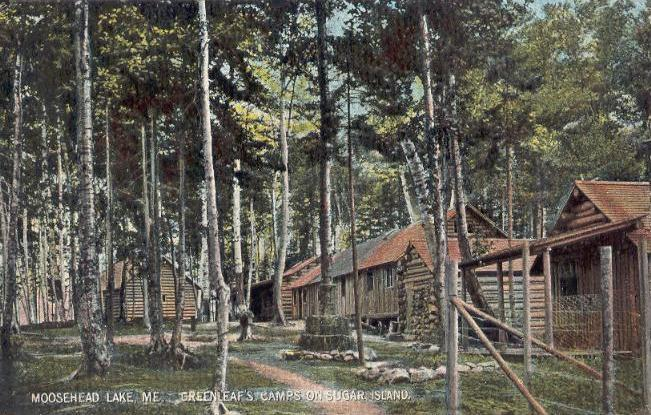
Hütten auf der Insel, 1910

Sugar Island ist eine Insel im Moosehead Lake in Maine, dem nordöstlichsten Bundesstaat der USA. Sie misst etwa 6 mal 2 km und ist die größte Insel im See. Nach einem Bericht von 1902 maß sie 4950 Acre, andere schrieben von 7000 Acre. Sugar Island ist über den Lily Bay State Park an der Ostseite des Sees zugänglich. Ein Teil der Insel ist geschützt (game preserve).

## Geschichte
Wie an mehreren Stellen am Moosehead-See, so fanden sich an der Bucht, die Sugar Island gegenüberliegt, in der Lily Bay, Pfeilspitzen, die bereits Anfang der 1920er Jahre entdeckt wurden, ähnlich wie auf Deer Island, das westsüdwestlich von Sugar Island liegt. Bereits 1912 hatte eine archäologische Untersuchung von etwa 50 Plätzen rund um den See und auf den Inseln an 21 Stellen archäologische Artefakte zu Tage gefördert. 
Auf der Insel befinden sich Grabstätten der Kineo Band of Malicites, eines Maliseet-Stamm, der auch als Moosehead Lake Indians bekannt war. Der Stamm beantragte 2012 seine Anerkennung.
1834 kauften Aaron Capen (1796–1886), ein General in der Miliz von Massachusetts, zusammen mit seinem Sohn Deer Island und Sugar Island, um dort Weymouthskiefern (white pines) fällen zu können. In den späten 1880er Jahren befand sich Capen's Hotel auf der Insel, zu dem auch ein Golfplatz gehörte, sowie einige Cottages. Auch auf Deer Island befand sich ein Hotel. Aaron Capens Familie kam aus Dorchester in Massachusetts.
Wanna Eagle († 1967), eine in der Region bekannte Penobscot, war die Tochter von Chief Henry Red Eagle, einem in Greenville geborenen Indianer. Er war der erste Indianer, der einen Abschluss an der Greenville High School erlangte. Wanna Eagle arbeitete in Pferdeshows, war aber auch als Schwimmerin erfolgreich; sie arbeitete als Schwimmlehrerin an der Far Rockaway High School (New York). Dort arbeitete sie mit behinderten Kindern, vor allem Polioopfern, und unterhielt dazu ein Schwimmcamp auf Sugar Island. Dort wurde sie auch beigesetzt.
Zwei Camps wurden auch nach den starken Veränderungen der Tourismusindustrie, die die Hotels veröden ließen, regelmäßig von zwei Familien aufgesucht. Die Insel ist ansonsten heute unbewohnt. Um die Galusha Cove im Osten der Insel befinden sich vier Zeltplätze, an der Nordwestseite ein weiterer.